# المقابر الفاطمية (اسوان)

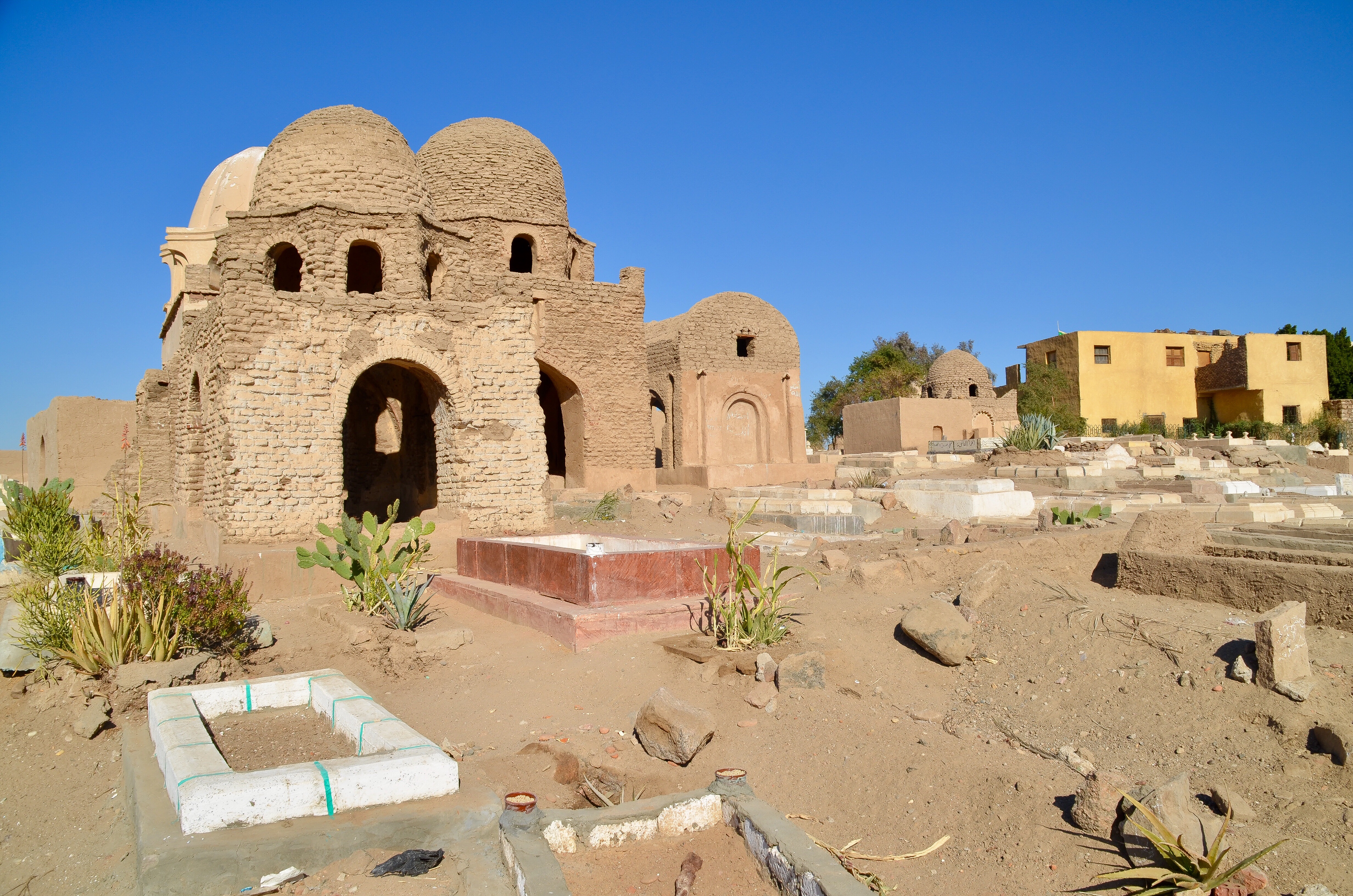

المقابر الفاطمية في اسوان (بالإنجليزية: The Fatimid Cemetery in Aswan)‏، تنقسم الجبانات الفاطمية في جنوب مصر إلى قسمين وهم الجبانة القبلية والجبانة البحرية ، حيث تقع الجبانة القبلية في اسوان على طريق خزان اسوان بجوار متحف النوبة اما الجبانة البحرية فتقع في منطقة العناني ، ويتميز شكل القباب الموجودة في المقابر الفاطمية بوجود اوجه اضلاع ثمانية متقابلة للقبة من الخارج بما يعرف بالقرون ويرجع تاريخ القباب الموجودة في الجبانة الفاطمية إلى القرن الرابع الهجري.

## معرض الصور
|  |  |  |

|  |  |  |

|  |  |  |

|  |  |  |

## روابط خارجية
- وزير الآثار والسفير الألماني يفتتحان 6 مقابر فاطمية بأسوان ، أخبار اليوم في 03 ديسمبر 2014
- Fatimid Cemetery in Aswan opened for public: Damaty ، Dec. 07, 2014
- The Fatimid Cemetery in Aswan